# Izvoru Rece (gmina Stoilești)
Izvoru Rece – wieś w Rumunii, w okręgu Vâlcea, w gminie Stoilești. W 2011 roku liczyła 269 mieszkańców.